# Język malajski wyspy Bangka
Język malajski wyspy Bangka (bahasa Melayu Bangka) – język austronezyjski używany w prowincji Wyspy Bangka i Belitung w Indonezji, zwłaszcza na wyspie Bangka.
Według danych z 2000 roku posługuje się nim 340 tys. osób. Dialekt lom jest zagrożony wymarciem, jego liczba użytkowników nie przekracza 50.
Należy do grupy języków malajskich, według klasyfikacji Ethnologue stanowi część tzw. makrojęzyka malajskiego. Bywa także klasyfikowany jako dialekt języka malajskiego.
Przypuszczalnie z tego języka wywodzi się język malajski betawi. Taki związek zaproponował B. Nothofer (1995).